# Campionati del mondo di atletica leggera 2011 - 110 metri ostacoli
I 110 metri ostacoli maschili ai campionati del mondo di atletica leggera 2011 si sono tenuti tra il 28 ed il 29 agosto.

## Podio
| Pos.    | Atleta           | Nazionalità | Prestazione |
| ------- | ---------------- | ----------- | ----------- |
| Oro     | Jason Richardson | Stati Uniti | 13"16       |
| Argento | Liu Xiang        | Cina        | 13"27       |
| Bronzo  | Andy Turner      | Regno Unito | 13"44       |

## Situazione pre-gara

### Record
Prima di questa competizione, il record del mondo (RM) e il record dei campionati (RC) erano i seguenti.
| Record                | Prestazione | Atleta                    | Data                               | Competizione  |
| --------------------- | ----------- | ------------------------- | ---------------------------------- | ------------- |
| Record mondiale       | 12"87       | Dayron Robles Cuba        | 12 giugno 2008 Ostrava, Rep. Ceca  |               |
| Record dei campionati | 12"91       | Colin Jackson Regno Unito | 20 agosto 1993 Stoccarda, Germania | Mondiali 1993 |

### Campioni in carica
I campioni in carica a livello mondiale e olimpico erano:
| Campione | Atleta                   | Prestazione | Data                              | Competizione   |
| -------- | ------------------------ | ----------- | --------------------------------- | -------------- |
| Olimpico | Dayron Robles Cuba       | 12"93       | 21 agosto 2008 Pechino, Cina      | Olimpiadi 2008 |
| Mondiale | Ryan Brathwaite Barbados | 13"14       | 20 agosto 2009 Berlino, Germania  | Mondiali 2009  |
| Europeo  | Andy Turner Regno Unito  | 13"28       | 30 luglio 2010 Barcellona, Spagna | Europei 2010   |

### La stagione
Prima di questa gara, gli atleti con le migliori tre prestazioni dell'anno erano:
| Pos. | Atleta                   | Prestazione | Data                                        |
| ---- | ------------------------ | ----------- | ------------------------------------------- |
| 1    | David Oliver Stati Uniti | 12"94       | 4 giugno 2011 Eugene, Stati Uniti d'America |
| 2    | Liu Xiang Cina           | 13"00       | 4 giugno 2011 Eugene, Stati Uniti d'America |
| 3    | Dayron Robles Cuba       | 13"04       | 5 agosto 2011 Londra, Regno Unito           |

## Risultati

### Batterie
Qualificazione: I primi tre in ciascuna batteria (Q) e i seguenti 4 più veloci (q) proseguono alle semifinali.
Vento: 
Batteria 1: +1.0 m/s, Batteria 2: −0.2 m/s, Batteria 3: +1.4 m/s, Batteria 4: −0.3 m/s
| Pos. | Batt. | Nome                   | Nazione       | Tempo | Note |
| ---- | ----- | ---------------------- | ------------- | ----- | ---- |
| 1    | 2     | Jason Richardson       | Stati Uniti   | 13"19 | Q    |
| 2    | 1     | Liu Xiang              | Cina          | 13"20 | Q    |
| 3    | 3     | David Oliver           | Stati Uniti   | 13"27 | Q    |
| 4    | 2     | Dwight Thomas          | Giamaica      | 13"31 | Q    |
| 5    | 1     | Andy Turner            | Regno Unito   | 13"32 | Q    |
| 6    | 4     | Aries Merritt          | Stati Uniti   | 13"36 | Q    |
| 7    | 4     | Dayron Robles          | Cuba          | 13"42 | Q    |
| 8    | 3     | Jiang Fan              | Cina          | 13"47 | Q    |
| 8    | 3     | Andrew Riley           | Giamaica      | 13"47 | Q    |
| 10   | 3     | Dimitri Bascou         | Francia       | 13"51 | q    |
| 11   | 3     | William Sharman        | Regno Unito   | 13"52 | q    |
| 12   | 1     | Willi Mathiszik        | Germania      | 13"53 | Q    |
| 12   | 1     | Richard Phillips       | Giamaica      | 13"53 | q    |
| 14   | 2     | Ronald Forbes          | Isole Cayman  | 13"54 | Q    |
| 15   | 4     | Paulo Villar           | Colombia      | 13"55 | Q    |
| 15   | 4     | Shi Dongpeng           | Cina          | 13"55 | Q    |
| 17   | 4     | Erik Balnuweit         | Germania      | 13"56 |      |
| 18   | 1     | Ryan Brathwaite        | Barbados      | 13"57 |      |
| 19   | 2     | Konstadinos Douvalidis | Grecia        | 13"59 |      |
| 20   | 3     | Héctor Cotto           | Porto Rico    | 13"60 |      |
| 21   | 4     | Emanuele Abate         | Italia        | 13"63 |      |
| 21   | 4     | Othmane Hadj Lazib     | Algeria       | 13"63 |      |
| 23   | 2     | Lawrence Clarke        | Regno Unito   | 13"65 |      |
| 24   | 2     | Alexander John         | Germania      | 13"68 |      |
| 25   | 1     | Sergey Shubenkov       | Russia        | 13"70 |      |
| 26   | 4     | Park Tae-Kyong         | Corea del Sud | 13"83 |      |
| 27   | 3     | Lehann Fourie          | Sudafrica     | 13"86 |      |
| 28   | 1     | Andreas Kundert        | Svizzera      | 13"87 |      |
| 29   | 2     | Dominik Bochenek       | Polonia       | 13"96 |      |
| 30   | 2     | Balázs Baji            | Ungheria      | 14"06 |      |
| 31   | 1     | Ahmad Hazer            | Libano        | 14"42 |      |
| 32   | 3     | Iong Kim Fai           | Macao         | 15"35 |      |

### Semifinali
Qualificazione: I primi 3 in ciascuna batteria (Q) ed i seguenti 2 più veloci (q) proseguono per la finale.
Vento:
Batteria 1: −1.4 m/s, Batteria 2: −1.6 m/s
| Pos. | Batt. | Nome             | Nazione      | Tempo | Note |
| ---- | ----- | ---------------- | ------------ | ----- | ---- |
| 1    | 2     | Jason Richardson | Stati Uniti  | 13"11 | Q    |
| 2    | 1     | Liu Xiang        | Cina         | 13"31 | Q    |
| 3    | 1     | Dayron Robles    | Cuba         | 13"32 | Q    |
| 4    | 1     | Aries Merritt    | Stati Uniti  | 13"32 | Q    |
| 5    | 2     | David Oliver     | Stati Uniti  | 13"40 | Q    |
| 6    | 1     | Andy Turner      | Regno Unito  | 13"44 | q    |
| 7    | 2     | William Sharman  | Regno Unito  | 13"51 | Q    |
| 8    | 2     | Dwight Thomas    | Giamaica     | 13"56 | q    |
| 9    | 2     | Shi Dongpeng     | Cina         | 13"57 |      |
| 10   | 1     | Dimitri Bascou   | Francia      | 13"62 |      |
| 11   | 2     | Ronald Forbes    | Isole Cayman | 13"67 |      |
| 12   | 2     | Jiang Fan        | Cina         | 13"71 |      |
| 13   | 1     | Paulo Villar     | Colombia     | 13"73 |      |
| 14   | 2     | Andrew Riley     | Giamaica     | 13"75 |      |
| 15   | 1     | Richard Phillips | Giamaica     | 13"76 |      |
| 16   | 1     | Willi Mathiszik  | Germania     | 13"81 |      |

### Finale
Vento: −1.1 m/s
| Pos     | Corsia | Nome             | Nazione     | Tempo | Note  |
| ------- | ------ | ---------------- | ----------- | ----- | ----- |
| Oro     | 3      | Jason Richardson | Stati Uniti | 13"16 |       |
| Argento | 6      | Liu Xiang        | Cina        | 13"27 |       |
| Bronzo  | 1      | Andy Turner      | Regno Unito | 13"44 |       |
| 4       | 4      | David Oliver     | Stati Uniti | 13"44 |       |
| 5       | 7      | Aries Merritt    | Stati Uniti | 13"67 |       |
| 5       | 2      | William Sharman  | Regno Unito | 13"67 |       |
|         | 8      | Dwight Thomas    | Giamaica    | dnf   |       |
|         | 5      | Dayron Robles    | Cuba        | dq    | [ 2 ] |